# Мълан
Мълан (на английски: Mullan) е град в окръг Шошони, щата Айдахо, САЩ. Мълан е с население от 840 жители (2000) и обща площ от 2,2 km². Намира се на 999 m надморска височина. ЗИП кодът му е 83846, а телефонният му код е 208.